# Sa vie
Pour les articles homonymes, voir Lady (homonymie).
Pour plus de détails, voir Fiche technique et Distribution.
Sa vie (The Lady) est un mélodrame muet, réalisé par Frank Borzage, sorti en 1925.

## Synopsis
Polly Pearl, une chanteuse d'un music-hall anglais de second ordre, se marie avec Leonard Saint Aubyns, un jeune dandy. Le père de Leonard le déshérite immédiatement et Leonard ne met pas longtemps à dilapider le peu d'argent qui lui reste à Monte-Carlo. Quelque temps plus tard, Leonard meurt et Polly est réduite à chanter dans un café du port de Marseille pour pouvoir vivre avec son jeune fils. Le vieux Saint Aubyns cherche à s'emparer de l'enfant, arguant que Polly n'est pas une mère à la hauteur. Elle confie son fils à un Anglais de ses connaissances, qui l'emmène avec lui en Angleterre. Peu après, Polly se rend à Londres mais, après l'avoir cherché pendant des semaines, elle ne peut trouver trace de son fils.
Des années plus tard, devenue propriétaire d'un café au Havre, Polly est témoin d'une lutte au cours de laquelle un jeune soldat anglais tue accidentellement un camarade saoul. Elle découvre que ce soldat est son fils et veut assumer le meurtre à sa place mais son fils, gentleman par instinct, ne permet pas qu'une femme se sacrifie pour lui. Il échappe aux autorités en s'embarquant pour l'Amérique, laissant derrière lui une mère fière de son fils.

## Fiche technique
- Titre original : The Lady
- Titre français : Sa Vie
- Réalisation : Frank Borzage
- Scénario : Frances Marion, d'après la pièce The Lady de Martin Brown
- Photographie : Tony Gaudio
- Production : Joseph M. Schenck
- Société de production : Norma Talmadge Productions
- Société de distribution :  First National Pictures
- Pays de production :  États-Unis
- Langue : anglais
- Format : Noir et blanc - 35 mm - 1,37:1 - Muet
- Genre : mélodrame
- Durée : 75 minutes[1] ou 96 minutes[2]
- Dates de sortie :
  - États-Unis : 25 janvier 1925 (New-York)

## Distribution
- Norma Talmadge : Polly Pearl

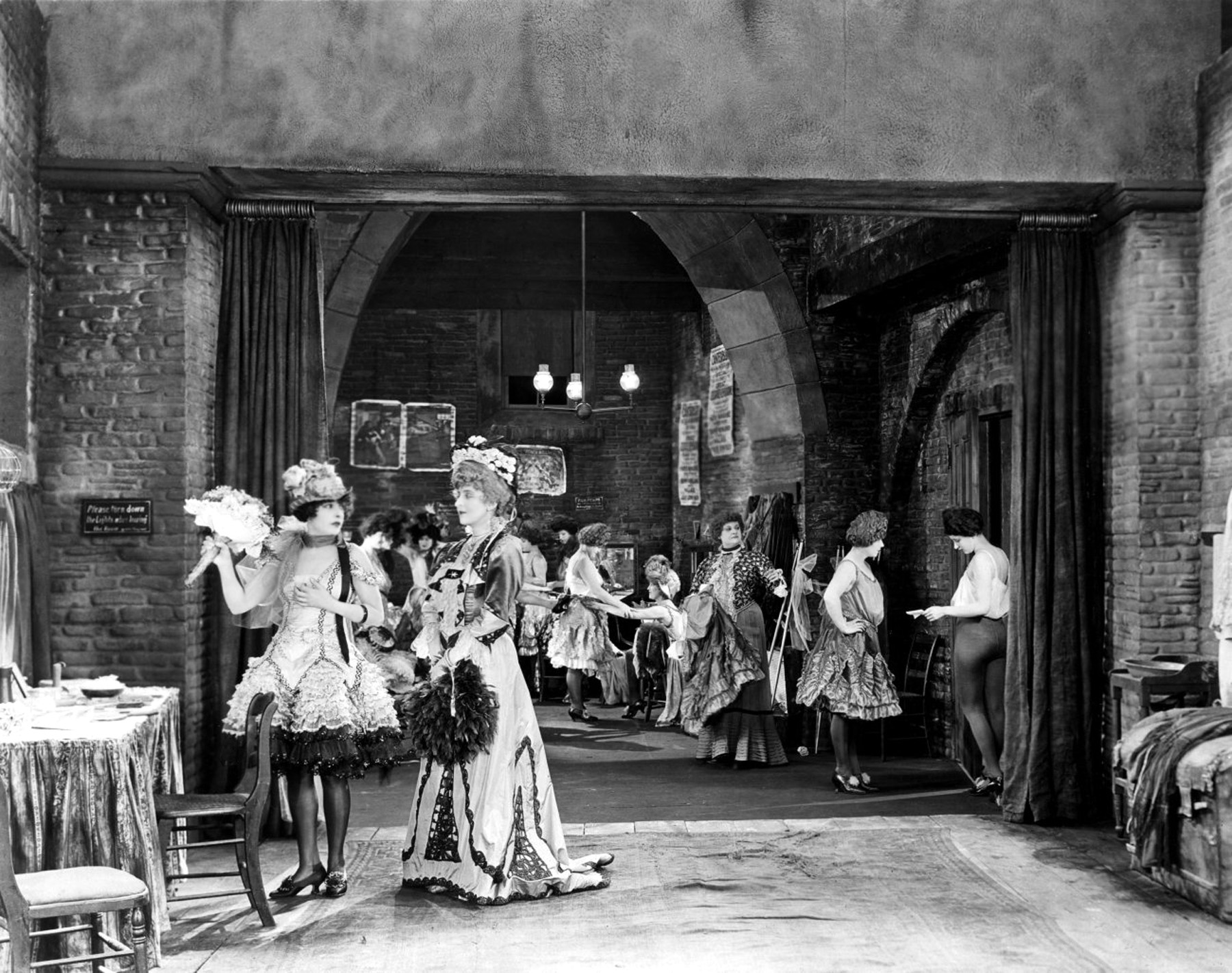
Norma Talmadge à gauche

- Wallace MacDonald : Leonard Saint Aubyns
- Brandon Hurst : Saint Aubyns, le père
- Alf Goulding : Tom Robinson
- Doris Lloyd : Fannie Saint Clair
- Walter Long : Blackie
- George Hackathorne : Leonard Cairns
- Marc MacDermott : M. Wendover
- Paulette Duval : Madame Adrienne Catellier
- John Fox Jr. : Freckles
- Emily Fitzroy : Madame Blanche
- John Herdman : John Cairns
- Margaret Seddon : Mme Cairns
- Edwin Hubbell : un garçon à Londres
- Miles McCarthy : M. Graves